# Reformverein
La Reformverein (en français, "Association de la réforme") désigne des associations d'hommes des pays germanophones au milieu du XIXe siècle partisans du changement des structures politiques ou sociales.

## Histoire
Peter Conradin von Planta (de) fonde en 1842 à Coire la première Reformverein libérale qui veut changer le canton des Grisons.
En 1862, à Francfort-sur-le-Main, les conservateurs, les libéraux partisans de la solution grande-allemande et les démocrates créent la Deutscher Reformverein. Elle est une réponse à l'"échange anti-parlementaire" du gouvernement prussien lors de la mise en œuvre de la réforme de l'armée.
L'année suivante, dans la même ville, les mêmes fondent la Religiösen Reformvereins avec l'apparition de l'Église vieille-catholique.
En 1879, Alexander Pinkert crée à Dresde une Deutscher Reformverein antisémite (de).
En 1882, en Autriche, Georg von Schönerer constitue la Deutschnationale Reformverein et Ernst Schneider et Karl von Zerboni, l'Österreichischen Reformverein.
En 1892 se forme le Kasseler Reformverein, mouvement antisémite, sous l'influence de Ludwig Werner.

## Source, notes et références
- (de) Cet article est partiellement ou en totalité issu de l’article de Wikipédia en allemand intitulé « Reformverein » (voir la liste des auteurs).